# 10830 Desforges
10830 Desforges è un asteroide della fascia principale. Scoperto nel 1993, presenta un'orbita caratterizzata da un semiasse maggiore pari a 2,6601786 UA e da un'eccentricità di 0,1779106, inclinata di 11,13683° rispetto all'eclittica.